# Shintō Musō-ryū
Shintō Musō-ryū ou Shindō Musō-ryū é o estilo mais conhecido de Jōjutsu. Foi criado por volta de 1605 pelo samurai Musō Gonnosuke Katsuyoshi (em japonês: 夢想 權之助 勝吉, ano da morte desconhecido). 

## História
A história do shintō Musō-ryū está profundamente ligada ao encontro que Musō Gonnosuke teve com o famoso samurai Miyamoto Musashi (em japonês: 宮本 武蔵, 1584–1645) . Os samurais encontraram-se pela primeira vez na cidade de Edo (atualmente Tóquio) em 1605.
Ambos samurais vinham fazendo Musha Shugyo, peregrinação pelo Japão em busca de aperfeiçoamento técnico. Os detalhes do embate não são claros, mas é certo que Gonnosuke foi derrotado por Musashi.
Esta derrota teve um grande impacto em Gonnosuke. Resolveu se isolar em um templo, onde ficou praticando e meditando sobre como vencer a espada de Musashi. A tradição do shintō Musō-ryū conta que no 37° dia de isolamento recebeu a resposta na forma de um sonho.
Neste sonho uma criança dizia a ele “maruki wo motte, suigetsu wo shire”, ou seja, “segure um bastão arredondado e descubra o suigetsu”.
Suigetsu significa literalmente “a lua sobre a água” e refere-se ao plexo solar.
Como resultado, Gonnosuke criou o jō, um bastão de madeira cuja medida quatro shaku, dois sun e um bu (aproximadamente 1,28 m) é mantida até hoje nas armas usadas no estilo. Gonnosuke acreditou que com este bastão conseguiria vencer Musashi.
A tradição do shintō Musō-ryū fala sobre um segundo duelo, no qual Gonnosuke teria conseguido equilibrar forças com Musashi. 
Muso Gonnosuke posteriormente se tornou um vassalo do clã Kuroda. Foi lá que o shintō Musō-ryū permaneceu até o fim da era dos Samurais. .

### Atualmente
O estilo chegou ao século XX pelas mãos do 25° Soke, Shimizu Takagi (1896–1978), um dos mais influentes mestres de artes marciais da era moderna. Foi Shimizu Sensei quem modelou o estilo na forma que existe hoje e o difundiu pelo Japão e posteriormente pelo Ocidente. O renome de Shimizu Sensei era tamanho que foi chamado como "O homem que dominou o mundo com o bastão".
Shimizu Sensei deixou diversos discípulos Menkyo Kaiden para legar a tradição às futuras gerações. 
Um de seus principais sucessores é Kaminoda Tsunemori. É o mestre responsável pela Renbukan, o dojo de Shimizu Sensei e presidente da Nihon Jodokai. Foi por muitos anos o principal instrutor da polícia metropolitana de Tóquio. Ministrou cursos para a polícia francesa e FBI.

## Shintō Musō-ryū no Brasil
No Brasil o shintō Musō-ryū é praticado dentro da Confederação Brasileira de Kobudo através do Instituto Cultural Niten.
O fundador do Instituto, Sensei Jorge Kishikawa, é discípulo do mestre Kaminoda Tsunemori há muitos anos. 
Nos anos de 2002 e 2005 o Instituto Niten recebeu comitiva da Nihon Jodokai com Kaminoda Sensei e alguns dos mais importantes mestres da Nihon Jodokai, como Osato Kohei, sucessor designado do mestre Kaminoda.
Também é digno de nota o grupo de Ichitami Shikanai, mestre de aikido, que é aluno direto de Tsuneo Nishioka, outro importante discípulo de Shimizu Takaji. Mestre Nishioka esteve no Brasil em 2006, promovendo gashuku na cidade de Belo Horizonte.

## Estilos associados
Ao longo das gerações, outros estilos de kobudo foram incluídos no shintō Musō-ryū como artes auxiliares (em Japonês: fuzoku ryuha).
- Kasumi shintō-ryū kenjutsu: Acredita-se que foi o estilo de kenjutsu que Musō Gonnosuke aprendeu em sua juventude[6].

- Ishin-ryū kusarigamajutsu: Estilo de kusarigama (foice com corrente). Atribui-se sua fundação a um monge guerreiro que viveu no século XIV chamado Nen Ami Jion, o que faz desta tradição uma das mais antigas[7].

- Ikkaku-ryū jittejutsu: Arte do manuseio da jitte.

- Uchida-ryū tanjōjutsu: Adaptação das técnicas do jō para as bengalas menores, introduzidas no século XIX.

- Ittatsu-ryū hojōjutsu: Ensina técnicas de imobilização com cordas. Foi incluído no shintō Musō-ryū pelo terceiro soke, Matsuzaki Gonemon. Até hoje é ensinado para as forças policiais japonesas.